# Getz/Gilberto
Az 1964-es Getz/Gilberto Stan Getz szaxofonista és João Gilberto gitáros nagylemeze. Az albumon Antonio Carlos zongorista is hallható, ő a dalszerzésből is kivette a részét. Szerepel az 1001 lemez, amit hallanod kell, mielőtt meghalsz című könyvben.

## Az album dalai
|     | Cím                                    | Szerző(k)                                               | Hossz |
| --- | -------------------------------------- | ------------------------------------------------------- | ----- |
| 1.  | The Girl from Ipanema                  | Antônio Carlos Jobim, Vinicius de Moraes, Norman Gimbel | 5:24  |
| 2.  | Doralice                               | Dorival Caymmi, Antonio Almeida                         | 2:46  |
| 3.  | Pra machucar meu coração               | Ary Barroso                                             | 5:05  |
| 4.  | Desafinado                             | Jobim, Newton Mendonça                                  | 4:15  |
| 5.  | Corcovado                              | Jobim, Gene Lees                                        | 4:16  |
| 6.  | Só danço samba                         | Jobim, de Moraes                                        | 3:45  |
| 7.  | O grande amor                          | Jobim, de Moraes                                        | 5:27  |
| 8.  | Vivo sonhando                          | Jobim                                                   | 3:04  |
| 9.  | The Girl from Ipanema (bónuszdal 1997) | Jobim, de Moraes, Gimbel                                | 2:54  |
| 10. | Corcovado (bónuszdal 1997)             | Jobim, Lees                                             | 2:20  |

## Közreműködők
- Stan Getz – tenorszaxofon
- João Gilberto – gitár, ének
- Antonio Carlos Jobim – zongora
- Sebastião Neto – nagybőgő
- Milton Banana – dobok
- Astrud Gilberto – ének (The girl from Ipanema, Corcovado, The girl from Ipanema (bónusz) és Corcovado (bónusz))